# Danfoss
Danfoss è una multinazionale danese nata nel 1933 a Nordborg, nello Jutland meridionale. Produce prodotti refrigeranti per alimenti, aria condizionata, riscaldamento di edifici, controllo di motori elettrici, compressori di gas, e azionamenti a frequenza variabile. Danfoss impiega circa 28.000 persone in tutto il mondo e opera 71 fabbriche e 21 centri di ricerca e sviluppo.

## Fondazione
La crisi degli anni '30, e quindi ulteriori restrizioni doganali e divieti all'importazione, apri opportunità per una compagnia che producesse valvole automatiche per impianti di refrigerazione altrimenti prodotti solo negli Stati Uniti. La compagnia fu quindi fondata da Mads Clausen sotto il nome "Impianti di automazione e apparecchi di refrigerazione danese" (Dansk Køleautomatik og Apparat- Fabrik), poi cambiato in Danfoss nel 1946.